# الغزو الياباني لبورما
الغزو الياباني لبورما (بالإنجليزية: Japanese conquest of Burma)‏ كانت الفصل الأول من حملة بورما في مسرح عمليات جنوب شرق آسيا في الحرب العالمية الثانية، والتي استمرت لأكثر من أربعة أعوام من 1942 حتى 1945. خلال السنة الأولى من الحملة، أخرجت قوات الجيش الياباني (بمساعدة القوات التايلاندية والمتمردون البورميون) قوات الكومنولث والصين من بورما، ثم بدأ الاحتلال الياباني لبورما وتشكلت حكومة ادارية بورمية مستقلة اسمياً.

## الخلفية

### الحكم البريطاني في بورما
قبل اندلاع الحرب العالمية الثانية، كانت بورما جزءًا من الإمبراطورية البريطانية بعد احتلالها تدريجيًا وضمها في أعقاب ثلاث حروب أنجلو-بورمية في القرن التاسع عشر. حُكمت بورما في البداية كجزء من الهند البريطانية، وجرى تحويلها إلى مستعمرة منفصلة بموجب قانون حكومة الهند لعام 1935. وفي ظل الحكم البريطاني، شهدت تنمية اقتصادية كبيرة غير أن أغلبية البرماويين كانوا يشعرون بالاستياء بتزايد. كان استيراد العمال الهنود من بين شواغلهم الرئيسية وذلك لتوفير قوة عاملة لكثير من الصناعات الجديدة، بالإضافة إلى تآكل المجتمع التقليدي في الريف حيث استُخدمت الأراضي كمزارع لمحاصيل التصدير أو أصبحت مرهونة للقروض النقدية الهندية. وأخذ الضغط من أجل الاستقلال بالتزايد. عندما تعرضت بورما للهجوم، لم يكن البرماويون راغبون في المساهمة في الدفاع عن المؤسسة البريطانية، وانضم العديد منهم فورًا إلى الحركات الداعمة لليابانيين.
تضمنت الخطط البريطانية للدفاع عن ممتلكات الشرق الأقصى البريطانية بناء مطارات تربط سنغافورة ومالايا مع الهند. ولم تأخذ هذه الخطط في الاعتبار حقيقة أن بريطانيا كانت أيضا في حالة حرب مع ألمانيا، وعندما دخلت اليابان الحرب لم تكن القوات اللازمة للدفاع عن هذه الممتلكات متاحة. وكان يُنظر إلى بورما على أنها «مياه معزولة» عسكرية، ومن غير المرجح أن تتعرض للتهديد الياباني.
الفريق توماس هوتون، قائد جيش بورما المتمركز في يانغون، تسلم فقط فرقة المشاة الهندية السابعة عشر وفرقة بورما الأولى للدفاع عن البلاد، بيد أن المساعدة كانت مرتقبة من الحكومة القومية الصينية بقيادة شيانج كاي شيك. خلال الحرب، تضاعف الجيش الهندي البريطاني نحو أكثر من اثني عشر ضعف قوته في زمن السلم البالغة 200000 جندي ولكن في أواخر عام 1941، هذا التوسع قد عنى أن معظم الجنود كانوا غير مدربين وغير مجهزين. في معظم الحالات، كان هذا التدريب والمعدات التي تلقاها الجنود الهنديون في بورما مخصصة لعمليات حملة الصحراء الغربية أو الحدود الشمالية الغربية للهند بدلاً من الأدغال. نشأت كتائب بنادق بورما التي شكلت معظم فرقة بورما الأولى كمجرد قوات أمن داخلي في المقام الأول، إذ انبثقت من مجتمعات الأقليات في بورما مثل شعب كارين. توسعت بسرعة مع تدفق جنود بامار، وكانت تفتقر إلى المعدات وتتألف بشكل أساسي من مجندين جدد.

### الخطط اليابانية
دخلت اليابان الحرب في المقام الأول للحصول على المواد الخام، بالأخص النفط، من المستعمرات الأوروبية (وخاصة الهولندية) في جنوب شرق آسيا والتي كانت ضعيفة التحصين بسبب الحرب في أوروبا. وتضمنت خططهم هجومًا جزئيًا على بورما لمواردها الطبيعية (التي شملت بعض حقول النفط حول جينانغيانغ، وأيضًا معادن كالكوبالت وفوائض ضخمة من الأرز) بالإضافة لحماية جناح هجومهم الرئيسي على ماليزيا وسنغافورة وتوفير منطقة عازلة لحماية الأراضي التي كانوا ينوون احتلالها.
ثمة عامل إضافي هو طريق بورما الذي أُنجز في عام 1938، والذي ربط لاشيو، عند نهاية سكة الحديد من ميناء رانغون، مع مقاطعة يونان الصينية. وكانت هذه الوصلة المنجزة حديثًا تستخدم لنقل المعونة والذخائر إلى قوات شيانج كاي شيك القومية الصينية التي كانت تحارب اليابانيين لعدة سنوات. وكان اليابانيون يرغبون بقطع هذه الوصلة بطبيعة الحال.
كانت مجموعة جيش البعثة الجنوبية تحت القيادة العامة للجنرال هيسايتشي تيراوشي مسؤولة عن جميع العمليات العسكرية في جنوب شرق آسيا. كُلف الجيش الخامس عشر الياباني، بقيادة الفريق شوجيرو إيدا، في البداية بمهمة احتلال شمال تايلند التي كانت قد وقعت معاهدة صداقة مع اليابان في 21 ديسمبر 1941، ومهاجمة منطقة تانينثاري جنوب بورما عبر تلال تيناسيريم. ضم الجيش الشعبة 33 والشعبة 55 المهيبتين، بيد أن كلا الشعبتين قد أُضعفتا لعدة أسابيع بسبب إرسال المفارز لعمليات أخرى.

### المتمردون البورميون
مع تزايد خطر الحرب، سعى اليابانيون إلى إقامة صلات مع الحلفاء المحتملين في بورما. في أواخر عام 1940 أجرى أون سان، وهو ناشط طلابي بورمي، اتصالات مع سوزوكي كيغي في شيامن وأُرسل جوًا إلى اليابان لإجراء محادثات. وفي وقت لاحق تلقى هو والعديد من المتطوعين الآخرين (الرفاق الثلاثون) تدريبًا عسكريًا مكثفًا في جزيرة هاينان. تأسس جيش استقلال بورما رسميًا في بانكوك، تايلاند في 28 ديسمبر 1941. تألف في البداية من 227 بورميًا و 74 يابانيًا. لكن سرعان ما تعزز بأعداد كبيرة من المتطوعين والمجندين بمجرد عبورهم إلى بورما كجزء من الغزو الياباني الرئيسي.

## استيلاء اليابان على رانغون
في 22 ديسمبر 1941 ، أُمرت الفرقة 55 اليابانية المتمركزة في بانكوك، بقيادة الفريق تاكوشي، بعبور حدود بورما والاستيلاء على ماولاميين. وبحلول 17 يناير، كانت الفرقة في ماي سوت تستعد للتقدم نحو كاوكاريك ثم إلى ماولاميين. في 22 يناير 1942، أخلى البريطانيون ميرغوي. ووفقًا لما ذكره لويس ألين «بحلول 23 يناير 1942، كانت مهابط الطائرات الثلاثة الهامة في جنوب تيناسيريم -داوي وميرغوي وفيكتوريا بوينت- جميعها في قبضة اليابانيين، وأمكن عندها توفير غطاء جوي لكل غارة قصف على رانغون».
في البداية تم الدفاع عن رانغون بنجاح نسبي ضد الغارات الجوية اليابانية من قبل مفارز صغيرة من سلاح الجو الملكي (آر إيه إف) مدعومة بسرب طائرات من مجموعة المتطوعين الأمريكية والمعروفة أكثر باسم «فلاينغ تايغرز». كانت معظم مدارج الطائرات متموقعة بين رانغون وقوى المحور، ومع تمكن اليابانيين من استخدام المطارات في تيناسيريم، انخفضت كمية التحذيرات التي تتلقاها مطارات رانغون، وأصبح الدفاع عنها أمرًا مستحيلًا أكثر فأكثر.

في 22 يناير 1942، بدأت الهيئة الرئيسية للفرقة 55 اليابانية الهجوم الرئيسي غرب راهاينغ في تايلاند عبر ممر كاوكاريك. تراجع فوج المشاة الهندي السادس عشر من الفرقة الهندية السابعة عشرة التي تحرس هذا المسار على عجل إلى الغرب. تقدمت الفرقة اليابانية إلى ماولاميين عند مصب نهر سالوين الذي كان يحميه لواء مشاة بورما الثاني. وكان الدفاع عن الموقع شبه مستحيل، ووراءه نهر سالوين الذي يبلغ عرضه نحو 1.5 ميل (2.4 كم). حوصر لواء بورما الثاني ضمن نطاق أكثر إحكامًا بشكل تدريجي، وتراجع في نهاية المطاف عبر النهر باستخدام العبّارة في 31 يناير بعد التخلي عن كمية كبيرة من الإمدادات والمعدات. هُجر جزء من القوة في ماولاميين ما اضطرهم إلى السباحة في النهر.

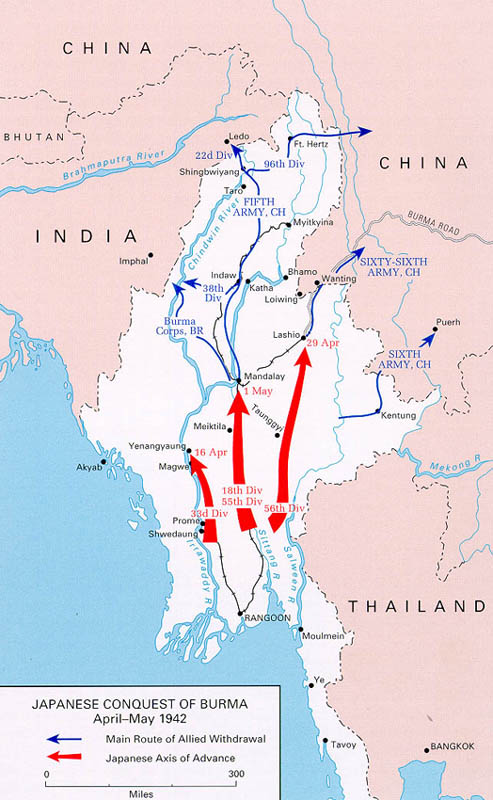
تقدم اليابان وتراجع الحلفاء